# Brontosaurus parvus
A Brontosaurus parvus a hüllők (Reptilia) osztályának dinoszauruszok csoportjába, ezen belül a hüllőmedencéjűek (Saurischia) rendjébe, a Sauropodomorpha alrendjébe, a Sauropoda alrendágába és a Diplodocidae családjába tartozó faj.

## Tudnivalók
A Brontosaurus parvus-t legelőször 1902-ben Peterson és Gilmore Elosaurus-ként írta le, 1994-ben be lett sorolva az Apatosaurus nembe, aztán 2015-ben igazi Brontosaurus-fajnak nyilvánították; miután is ezt a közismert dinoszaurusz nevet újra elfogadottá tették. E faj példányai között szerepel a holotípus, a CM 566 (melyet a wyomingi Albany megyében lévő Sheep Creek Quarry 4-ben találtak meg, és ez egy részleges fiatal példány csontvázából áll), a BYU 1252-18531 (amely egy majdnem teljes csontvázból áll; ezt Utahban találták meg és a Brigham Young Egyetemen gyűjteményében látható) és az UW 15556 (melyet korábban, véletlenül a holotípus maradványaival vegyítettek össze). Becslések szerint 22 méter hosszú és 14 tonna lehetett.
A késő jura kor idején élt.

## Képek

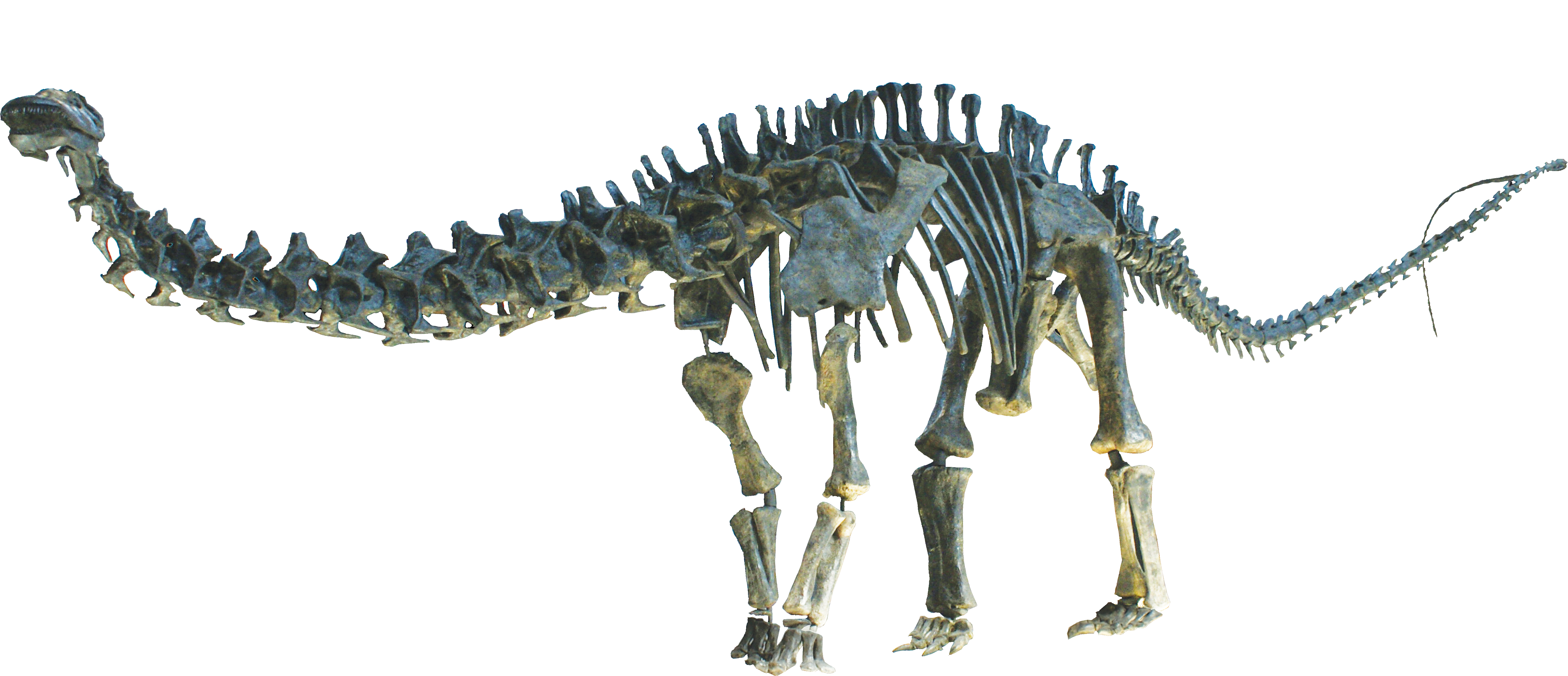
Az összerakott csontváz
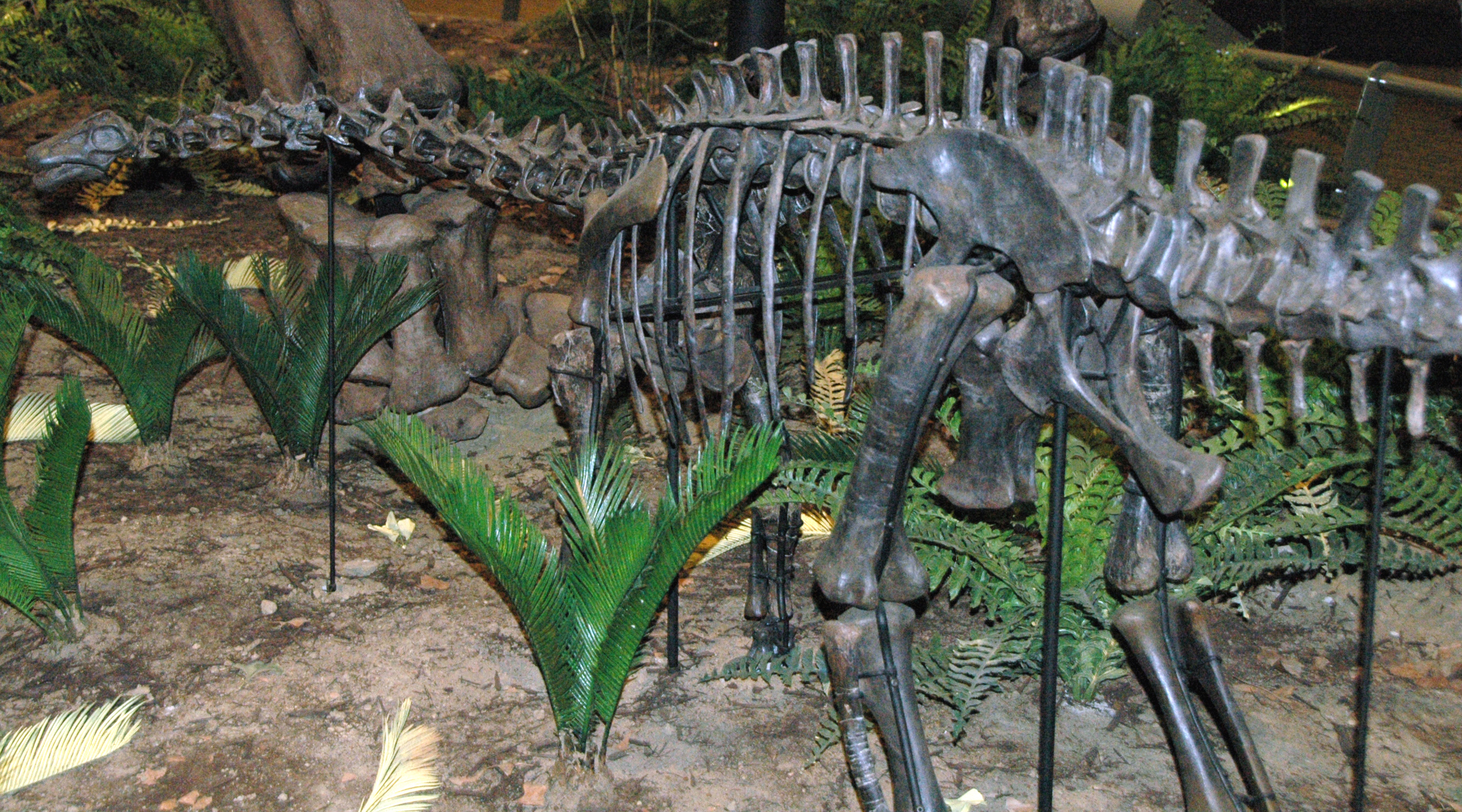
A fiatal, CM 566 jelű példány
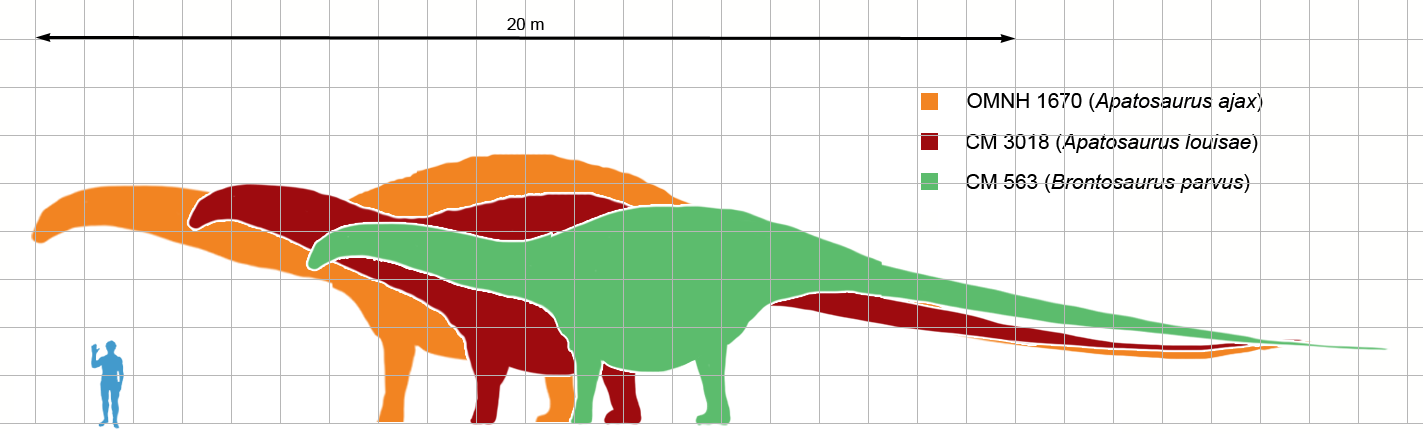
Két Apatosaurus-faj, az ember és a B. parvus (zöld) méreteinek összehasonlítása

## Fordítás
- Ez a szócikk részben vagy egészben  a   Brontosaurus című angol Wikipédia-szócikk ezen változatának fordításán alapul.  Az eredeti cikk szerkesztőit annak laptörténete sorolja fel. Ez a jelzés csupán a megfogalmazás eredetét és a szerzői jogokat jelzi, nem szolgál a cikkben szereplő információk forrásmegjelöléseként.